# ورقة بن نوفل
ورقه بن نوفل بن اسد بن عبدالعزّی بن قصی القرشی پسر عموی خدیجه، همسر محمد پیامبر اسلام بود که بر کتاب‌های مقدس تورات و انجیل احاطه داشت. وی مسیحی بود، و روایت شده‌است که او انجیل را به عربی یا آرامی برگردانده‌است. هرچند منابع دیگری ترجمه انجیل و تورات را مربوط به زمان هارون الرشید می‌دانند.
او از اولین مسيحيانی بود که به نبوت محمد ایمان آورد.